# Giovanni Ciriote Geometra
Giovanni Ciriote Geometra (in greco antico: Ἰωάννης Κυριώτης Γεωμέτρης?; Costantinopoli (?), 935 circa – Costantinopoli (?), 1000 circa) è stato un poeta, retore e teologo bizantino, vissuto nella seconda metà del X secolo.

## Biografia
Di nobile famiglia costantinopolitana, fu discepolo del matematico Niceforo. Tradizionalmente fu identificato con Giovanni, metropolita di Melitene, che fu pure poeta, ma la critica più recente rigetta questa identificazione e lo ritiene invece un soldato. In un suo scritto si attribuisce il titolo di protospatario. In ogni caso, dopo la sua carriera, si ritirò a vita monastica nel monastero di Τὰ Κύρου, fatto da cui proviene il soprannome di Ciriote. Più dibattuta è l'origine dell'altro soprannome, Geometra: visto che nelle sue opere non si manifesta nessun interesse per la geometria, si pensa che il soprannome si riferisca alla sua formazione sotto la guida di Niceforo.
Poiché una delle sue poesie risale al 996–997, si pensa che Giovanni Geometra sia morto attorno all'anno 1000.

## Opere
Come poeta ebbe una produzione abbastanza varia, prevalentemente di argomento sacro.
Si ricordano gli Inni alla Vergine, in distici elegiaci; una parafrasi giambica dei Cantici della Sacra Scrittura; un encomio di San Pantaleone, in 1042 trimetri giambici; il poemetto ascetico "Il Paradiso" (᾿Ο Παράδεισος), edito a Venezia nel 1563, in 99 tetrastici di metro eroico-elegiaco; poesie varie ed epigrammi; orazioni sacre, fra cui il panegirico di san Gregorio Nazianzeno; opuscoli retorici, fra cui un elogio della quercia e descrizioni naturalistiche; commenti a orazioni di San Gregorio Nazianzeno, ad Aftonio e ad Ernogene. Notevoli, fra le poesie sui fatti e sui protagonisti della sua epoca, quelle sulla morte di Niceforo Foca, l'eroe preferito dall'autore, e di Giovanni Zimisce, sulle rivolte di Barda Sclero e Barda Foca, sulle guerre con i Bulgari e con i Saraceni. Imitò Gregorio Nazianzeno: in poesie indirizzate "a sé stesso" espresse i suoi sentimenti religiosi e gli affanni della vita. Negli epigrammi, accanto a santi e padri della chiesa, celebra anche autori pagani.
Oltre a queste opere, contenute in un manoscritto parigino del XIII secolo, nei manoscritti bizantini si trovano numerose altre opere che possono essere attribuite a Giovanni Geometra.
Le sue poesie furono edite da John Antony Cramer, e raccolte, con altre opere, dal Migne. Leon Sternbach ha pubblicato l'edizione critica dell'encomio di San Pantaleone. Un'edizione completa delle sue opere fu iniziata da Jan Sajdak con gli Hymni in SS. Deiparam. Un'edizione rivista con traduzione in francese si deve a Émilie Marlène van Opstall.
Nel 2019, Anazula Benia ha prodotto l'edizione critica dell'omelia sulla Dormizione della Vergine.
Studioso di Giovanni Geometra fu Pietro Tacchi Venturi.